# La carcacha
«La carcacha» es una canción grabada por la cantante estadounidense Selena para su tercer álbum de estudio, Entre a mi mundo (1992). La canción fue escrita por A.B. Quintanilla y Pete Astudillo. Se inspiró en un automóvil en ruinas y en una experiencia en la que A.B. observó la voluntad de una mujer de cortejar al dueño de un automóvil de lujo. La canción, caracterizada por sus melodías rítmicas y su retrato satírico de la vida en el barrio, destaca la importancia del amor y la conexión genuina sobre la riqueza material. Es una canción de cumbia tejana que es emblemática del estilo típico de Selena, aunque los críticos musicales la encontraron musicalmente similar a «Baila esta cumbia».
La canción experimentó una considerable reproducción al aire y éxito en las listas, alcanzando el primer puesto en la lista Radio & Records Tejano Singles. La Recording Industry Association of America (RIAA) lo certificó triple platino, lo que denota 180,000 unidades que incluyen ventas y transmisión a pedido en los EE. UU.. «La Carcacha» desempeñó un papel fundamental en impulsar a Selena a la prominencia dentro de la industria de la música tejana y emergió como una de sus canciones emblemáticas. La canción inspiró un espectáculo de autos lowrider y se incluyó en el musical de Broadway, Selena Forever (2000). En 2005, Ana Bárbara interpretó la canción en el concierto benéfico Selena ¡vive!.

## Antecedentes e inspiración
En 1991, A.B. Quintanilla, hermano de Selena, y el teclista de la banda, Joe Ojeda, caminaron desde su hotel en Uvalde, Texas para conseguir comida. Mientras comía, A.B. observó un vehículo en ruinas y proclamó su deseo de componer una canción inspirada en él. A.B., quien no manejaba bien el español, le pidió a Ojeda la traducción al español de lo que llamó broken-down car (lit. «auto averiado»), que Ojeda proporcionó como «carcacha». A.B. inicialmente no estaba seguro de la dirección temática que seguiría con la composición.
Un mes más tarde, después de su observación del automóvil destartalado, AB compró un BMW y fue a buscar comida. En el restaurante, un trabajador seguía preguntando a A.B. por su automóvil, para frustración de A.B., ya que simplemente buscaba recoger su comida. Al escuchar a una mujer cercana expresar su voluntad de cortejar al dueño del automóvil, A.B. utilizó esta experiencia para forjar «La Carcacha» en colaboración con el bailarín y vocalista Pete Astudillo. Astudillo se enteró de la idea de A.B. en Eagle Pass, Texas, después de que una amiga de Selena se burlara de una pareja que llegaba a un baile en su auto destartalado. Astudillo aspiraba a elaborar letras centradas en una mujer desprovista de inclinaciones materialistas, cuyos conocidos pueden burlarse de ella y participar en burlas. Sin embargo, carece de preocupación por la posesión de un automóvil destartalado por parte de su pareja, lo que demuestra que el sentimiento primordial es el significado del amor.

## Música y letras
Musicalmente, «La Carcacha» es principalmente una canción de cumbia tejana, que incorpora elementos de piano y sintetizadores «entretejidos en ella», bajo un «ritmo sabroso». Presenta el característico tempo bailable típicamente asociado con las grabaciones de cumbia. «La Carcacha» contiene una fusión de melodías tradicionales de cumbia, tejano y rock alternativo. La canción es emblemática del estilo de cumbia de Selena, con su exuberancia perceptible en su entrega vocal, según lo observado por Marysabel E. Huston-Crespo para CNN en Español. El tema guarda un parecido musical con «Baila esta cumbia» (1990). Gus García, escribiendo para Del Rio News-Herald, se refirió a ella como una «cumbia hipnótica». Ramiro Burr, en Billboard, señaló que la canción abarcaba «cumbias y polcas bailables» compartiendo similitudes con «Baila esta cumbia». Burr, en el San Antonio Express-News, elogió el «gancho melódico memorable» de la canción, que creía que involucraba a los oyentes para silbar. También sintió que Selena se inspiró en el cantante de saxo-cumbia Fito Olivares, culminando en la creación de «La Carcacha». La composición se caracterizó por el estilo distintivo de Selena: melodías rítmicas que provocaban el baile y, al mismo tiempo, proporcionaban un retrato satírico de la vida en el barrio. Burr creía que A.B. demostró una marcada progresión en sus habilidades para escribir canciones, cultivando una predilección por el power-pop y las cumbias con infusión de sintetizadores. «La Carcacha» abre con una introducción de Luis «Bird» Rodríguez, disc jockey de la estación de radio Z-93 de Laredo, presentando la pieza como el último sencillo de Selena. Rodríguez conoció a la banda por primera vez al costado de la carretera después de que su autobús de gira se averió y ofreció ayuda. Posteriormente a este evento, Rodríguez fue invitado a menudo a hacer una gira con el grupo. En una ocasión específica, Rodríguez abordó el autobús de la gira mientras el conjunto estaba ocupado afinando «La Carcacha». Rodríguez ayudó al grupo presentando «un rap de radio» y A.B. quedó particularmente impresionado por la contribución de Rodríguez, y expresó un gran deseo de incluir el nuevo elemento en la canción. La canción comienza con una cuenta regresiva «uno, dos, tres, cuatro» y presenta el sonido de bocinas de autos sonando de fondo.
«La Carcacha» emplea una narrativa cómica entrelazada con un mensaje moral subyacente. La letra de «La Carcacha» gira en torno a un conmovedor comentario sobre el materialismo y la superficialidad. La narrativa explora la experiencia del protagonista con un vehículo averiado, conocido como «carcacha» en el vernáculo español de la región. Al yuxtaponer el humilde medio de transporte de la protagonista con el deseo de una joven materialista de tener posesiones lujosas, la canción enfatiza la importancia del amor y la conexión genuina sobre la riqueza material En una entrevista de 1992 en el Poteet Strawberry Saloon, Selena articuló su enfoque creativo, afirmando que la música que ella y su banda produjeron tenía como objetivo encapsular las experiencias emocionales que las personas encuentran a lo largo de sus vidas. Las canciones que escribieron, como «La Carcacha», buscaban conectar con los oyentes a través de la reflexión sobre experiencias comunes. Selena explicó que el enfoque de la canción en «un coche chatarra» resonó con muchas personas que se encontraban en situaciones similares. Según Jessica Roiz de Billboard, las letras de las canciones de Selena sirvieron como vehículo para transmitir valiosas lecciones de vida a los oyentes. En particular, Roiz señaló que «La Carcacha» anima a las personas a no avergonzarse de sus posesiones o falta de ellas, defendiendo las alegrías de abrazar la sencillez y obtener placer de las pequeñas cosas de la vida. Billboard resumió la letra como Selena siendo ridiculizada por su relación con una pareja que posee un automóvil averiado y defendiendo a su pareja a pesar de la condición deficiente de su vehículo. Con humo del tubo de escape, ruedas rudimentarias y un motor invertido, Selena ensalza las virtudes de su pareja, enfatizando su lealtad y devoción por ella.
La música tejana a menudo había sufrido de contenido lírico simplista y genérico; sin embargo, A.B. y Astudillo superaron este estereotipo creando canciones que representaban descripciones vibrantes de la vida en el barrio. Chris Riemenschnieder, del Austin American-Statesman, comparó la naturaleza lúdica de la canción con «True Blue» de Madonna (1986). Mariam M. Echevarría Báez de El Vocero ha establecido un paralelo entre la esencia cómica de «La Carcacha» y la de «Salta la ranita» de Selena (1986). En su análisis, la académica Deborah Vargas caracterizó la música de «La Carcacha» como una fusión de elementos auditivos de alta tecnología. Vargas opinó que los sonidos en «La Carcacha» crean un paisaje auditivo que tiene el potencial de resonar fuertemente con aquellos que se encuentran dentro de comunidades económicamente desfavorecidas. El biógrafo de Selena, Joe Nick Patoski, señaló que la cantante grababa con frecuencia canciones que representaban experiencias que no había vivido personalmente, como «La Carcacha», que profundiza en temas de «romance adolescente de barrio». Patoski describió la composición como una pieza ejemplar de música contemporánea, caracterizada por su dinámico ritmo de cumbia acentuado por cantos de llamada y respuesta, gritos exuberantes, silbidos y rellenos de guitarra de Chris Pérez. La canción muestra la «fascinante voz de encantadora de serpientes» de Selena; oscilando entre gruñidos estimulantes y apasionados, mientras espera la llegada de su amante en su vehículo destartalado. La narrativa resume una historia de amor en medio de la adversidad, un tema con el que A.B. «sabía bien». John Flores, escribiendo para The Monitor, observó que los temas sencillos de la canción giran en torno al afecto de una mujer por un hombre, independientemente de la condición de su automóvil. «La Carcacha» finalmente retrata la imagen de un automóvil decrépito que se desmorona, según la interpretación de Suzanne Gamboa en el Austin-American Statesman.

## Recepción
La canción experimentó una «reproducción considerable» en varias ciudades de Texas. Debutó en las listas de las estaciones de radio tejanas locales durante la semana que concluyó el 23 de abril de 1992. «La Carcacha» ascendió al primer puesto en la lista Radio & Records Tejano Singles en la semana que terminó el 30 de mayo de 1992. Alcanzó el número 14 en la lista de Canciones Gruperas de México en la semana que terminó el 26 de enero de 1993. En la semana que terminó el 9 de abril de 2015, que marcó el 16 aniversario del asesinato de Selena, la canción alcanzó su punto máximo en el número seis en la lista de Ventas de Canciones Digitales Regionales Mexicanas. La canción alcanzó el puesto número 16 en la lista de ventas de canciones digitales de pop latino de EE. UU. en la semana de seguimiento del 16 de diciembre de 2020. Alcanzó el puesto número 21 en la lista de ventas de canciones digitales latinas en la semana de seguimiento del 16 de diciembre de 2020. En 2017, la Asociación de la Industria de Grabación de América (RIAA) certificó a «La Carcacha» triple platino (latino), lo que denota 180,000 unidades que consisten en ventas y transmisión a pedido en los EE. UU.
Durante su concierto en el Houston Astrodome de 1993, la interpretación de Selena de «La Carcacha» llevó a la audiencia a «[ponerse] de pie», un fenómeno que también se observó en su San Antonio Alamodome ese mismo año. Del mismo modo, se ganó a la gente en Miami, Puerto Rico y el Caribe con canciones como «La Carcacha», que los incitaba a bailar, como lo señaló Ed Crowell en el Austin-American Statesman. La canción sirvió como el número de cierre del concierto de Selena en el Anfiteatro de San Felipe en 1993, dejando a los asistentes «con ganas de más». Selena interpretó «La Carcacha» con una rutina de movimientos de brazos y caderas, que hizo que los oyentes de todas las edades participaran y emularan los movimientos de baile, según Roiz.
En mayo de 1993, Selena lanzó su Selena Live! álbum, que fue grabado durante un concierto de entrada gratuita en Corpus Christi, Texas, en febrero. Según el columnista de música tejana René Cabrera, «La Carcacha» y «La llamada » (1993) eclipsaron el dueto de Selena con Emilio Navaira en «Tu robaste mi corazón» en el álbum. La versión en vivo permitió que la banda Los Dinos sobresaliera, brindando un espectáculo que «[sacudió] la casa con una dinámica y valores de producción iguales a los de cualquier acto contemporáneo en esta parte del planeta», según Patoski. Observó que la interpretación en vivo no requería habilidades lingüísticas o familiaridad con la cultura latina para que los oyentes disfrutaran. Patoski también elogió las líneas del teclado, que fueron mejoradas por Ricky Vela y David Lee Garza, y elogió la contribución de Garza de «credibilidad callejera y un toque de blues a su ruptura instrumental exprimible». Leila Cobo encontró «La Caracacha» como un ejemplo de lo que Selena hizo mejor.
«La Carcacha» fue nominada a Sencillo del Año en los Tejano Music Awards de 1993, aunque se eliminó durante las preliminares. El primer video musical de Selena, filmado en Monterrey, México, fue para «La Carcacha». Esto era una rareza para los músicos tejanos, ya que era inusual que los artistas tejanos emplearan videos musicales como herramientas de promoción. «La Carcacha» pasó a ganar Video del Año en los Tejano Music Awards, y fue reconocida como una de las canciones premiadas en los primeros BMI Latin Awards en 1994. El comercial inicial de Selena sencillos exitosos en México fueron «Baila esta cumbia» y «La Carcacha».

## Legado e impacto
«La Carcacha», junto con «Como la flor» (1992) y «Bidi bidi bom bom» (1994), jugaron un papel fundamental en impulsar a Selena a la prominencia dentro de la industria de la música tejana. La canción ayudó a aumentar la base de fanes de Selena en México. Selena cautivó con éxito al público mexicano durante la década de 1990 con canciones como «Como la flor» y «La Caracha», al integrar sus raíces mexicoestadounidenses con su herencia estadounidense. Este último ayudó a abrir las puertas de Selena en México, y surgió como una de sus canciones emblemáticas, que impulsó significativamente las ventas de música tejana. El 26 de febrero de 1995, Selena interpretó «La Carcacha» en el Astrodome de Houston, que se convirtió en su último concierto antes de que la mataran a tiros un mes después. Este concierto fue lanzado póstumamente en febrero de 2001 bajo el título Selena Live: The Last Concert. Michael Clark, del Houston Chronicle, postuló que pistas como «La Carcacha» y «Bidi bidi bom bom» ejemplificaban los esfuerzos de toda la vida de Selena para elevar la música tejana al dominio del pop estadounidense. Tras el anuncio de su muerte, «La Carcacha» y «Como la flor» se convirtieron en las canciones más solicitadas en las estaciones de radio mexicanas. A medida que se acercaba el primer aniversario de la muerte de Selena el 31 de marzo de 1996, la primera fue la canción inaugural que se tocó en el casino Apodaca. En el segundo aniversario de su muerte, la canción continuaba posicionándose entre las más solicitadas por los radioescuchas mexicanos. «Cumbia Medley», de la banda sonora de la película Selena (1997) que incluye «La Carcacha», fue identificada como una gran propuesta para los fanes de Fernando Zamora en El Norte. Según la académica Deborah Vargas, «La Carcacha», junto con «Techno Cumbia» (1994) y "Bidi bidi bom bom», sirven como ejemplos principales de una raza entrelazada y códigos económicos que impregnan varios géneros. El contenido lírico y de género de estas canciones inspiró a los Kumbia Kings, liderados por A.B., quienes intentaron emular la transición de las cumbias de Selena a un paisaje sonoro más urbanizado.
La canción sirvió de inspiración para una exhibición de autos lowrider. Un Chevrolet Fleetwood de 1948, adornado con un mural de Selena creado por el artista alemán Von Otto en el capó, recibió su nombre de la canción. Este vehículo obtuvo elogios por «Mejor bomba», «Mejor mural» y «Mejor motor» en el Dallas Low Rider Show de 1995 y logró el segundo puesto en el Los Angeles Car Show. Fue premiado como Bomba del año en el programa de la revista Lowrider de 1997, y posteriormente aclamado como «el lowrider más famoso del mundo». El automóvil finalmente se incorporó a la colección de un museo mexicano. «La Carcacha» se incluyó en el repertorio de canciones del musical de Broadway Selena Forever (2000), con Verónica Vásquez como Selena. Vásquez admitió haber tenido problemas con la enunciación mientras ensayaba la canción. En su lista de las 100 mejores canciones de autos de todos los tiempos, Billboard clasificó a «La Carcacha» en el número 66, y escribió que la canción es emblemática de la carrera de Selena que ejemplifica el enfoque innovador de la cantante y su banda hacia la música tejana en el 1990, que ayudó a revolucionar el género, considerándolo la canción de autos de pop latino por excelencia.
En 2005, Ana Bárbara interpretó «La Carcacha» en el Selena ¡vive! concierto benéfico. Rogelio Olivas, escribiendo para el Tucson Citizen, observó que la interpretación de Bárbara reveló una vulnerabilidad en sus capacidades vocales y comentó sobre su atuendo revelador. La versión de Bárbara alcanzó el puesto número ocho en la lista de ventas de canciones digitales de Nicaragua en 2009. En julio de 2018, el cantautor estadounidense Cuco interpretó «La Carcacha» durante el concierto Solidarity for Sanctuary celebrado en el Lincoln Center de Nueva York, citando su razonamiento para hacer una versión de la canción se debió a su naturaleza alegre y bailable. En diciembre de 2022, la reguetonera mexicana Bellakath enfrentó acusaciones de plagio por su canción «Gatita» (2012), luego de que se volviera viral en TikTok, ya que los usuarios identificaron similitudes con «La Carcacha». Tras las acusaciones de que Bellakath se había apropiado indebidamente de la pista de otra persona, «Gatita» fue eliminada de varias plataformas de streaming.
En el drama limitado de dos partes de Netflix, Selena: la serie (que se emitió de 2020 a 2021), Gabriel Chavarria interpretó a A.B. junto a Ricardo Chavira, quien interpretó a Abraham. En el último episodio de la primera parte titulado «Qué creías», Abraham y A.B. entablan un diálogo sobre la selección de canciones para el próximo álbum de Selena (Christian Serratos). Abraham le pregunta a A.B. sobre cualquier melodía de cumbia que pueda atraer a su base de fanes actual, a lo que AB responde con «La Carcacha». Abraham, sin embargo, la menosprecia como una canción noveddad sobre un automóvil en ruinas y expresa dudas de que tal canción pueda alcanzar el estatus de éxito. A.B. está de acuerdo y expresa su compromiso de crear una mejor composición. Abraham aumenta la presión sobre A.B. al enfatizar el requisito de la compañía discográfica de un disco de platino como condición previa para el álbum cruzado de Selena. Subraya la necesidad de una pista que encabece las listas de éxitos para lograr este objetivo.

## Créditos y personal
Los créditos son una adaptación de las notas de álbum de Entre a mi mundo.
- Selena – voz principal
- A.B. Quintanilla – productor, compositor, mezcla, programación, coros
- Pete Astudillo – compositor
- Ricky Vela – teclado
- Joe Ojeda – teclado
- Chris Pérez – guitarra
- Brian «Red» Moore – ingeniero musical

| Lista (1992-93)                            | Posición más alta |
| ------------------------------------------ | ----------------- |
| US Tejano Singles (Radio & Records)        | 1                 |
| Mexico Grupera Songs (El Siglo de Torreón) | 14                |

| Lista (2009)                       | Posición más alta |
| ---------------------------------- | ----------------- |
| Nicaragua Digital Song Sales (EFE) | 8                 |

| Lista (2015–2020)                                  | Posición más alta |
| -------------------------------------------------- | ----------------- |
| US Latin Digital Song Sales (Billboard)            | 24                |
| US Latin Pop Digital Song Sales (Billboard)        | 16                |
| US Regional Mexican Digital Song Sales (Billboard) | 6                 |

## Obras citadas
- «RIAA Gold & Platinum». RIAA.com. Archivado desde el original el 21 de agosto de 2016. Consultado el 17 de marzo de 2022.
- «1993 Tejano Music Award Nominations». El Paso Times. 11 de diciembre de 1992. Consultado el 29 de marzo de 2023.
- «Tejano Singles > April 23, 1992». Austin American-Statesman. 23 de abril de 1992. Consultado el 31 de marzo de 2022.
- «Mexico Groupera Songs > January 26, 1993». El Siglo de Torreón. 26 de enero de 1993. Archivado desde el original el 30 de marzo de 2023. Consultado el 30 de marzo de 2023.
- «Los Premios Latinos de BMI». Billboard (Nielsen Media) 106 (12). 19 de marzo de 1994. Archivado desde el original el 28 de octubre de 2021. Consultado el 28 de octubre de 2021.
- «'La Carcacha' A Showstopper». The Odessa American. 12 de noviembre de 1995. Consultado el 31 de marzo de 2022.
- «Reaccionan Con Tristeza Los Haitantes de Los Dos Lareados Ante la Muerte de Selena». El Siglo de Terron. 3 de abril de 1995. Archivado desde el original el 30 de marzo de 2023. Consultado el 30 de marzo de 2023.
- «1990 to 1995: Highlights of Selena's Recording Career». The Star Tribune. 31 de marzo de 1996. Consultado el 31 de marzo de 2022.
- «Selena-dedicated 'Carcacha' to be Part of Fiesta». The Odessa American. 30 de abril de 2000. Consultado el 31 de marzo de 2022.
- «Una Reina del Tex-Mex». Fort Worth Star-Telegram. 15 de septiembre de 2005. Consultado el 31 de marzo de 2022.
- «Éxitos discográficos de la semana > June 26, 2009». EFE. 26 de junio de 2009. ProQuest 433547168.
- «Regional Mexican Digital Song Sales > April 9, 2011». Billboard 123 (12). 9 de abril de 2011.
- «Watch Cuco Pay Tribute to Selena With His Cover of "La Carcacha"». Billboard.com. 22 de agosto de 2018. Consultado el 17 de abril de 2023.
- «Latin Pop Digital Song Sales > July 15, 2020». Billboard. Archivado desde el original el 15 de julio de 2020. Consultado el 9 de marzo de 2020.
- «Esta es la canción de 2012 por la que acusan a Bellakath de plagio». El Sol de México. 21 de diciembre de 2022. ProQuest 2757013310.
- Burr, Ramiro (14 de marzo de 1992). «The Young Turks of Tejano». Billboard 104 (8). Consultado el 31 de marzo de 2022.
- Ramiro, Burr (11 de diciembre de 1992). «1993 Tejano Music Award Nominees». El Paso Times. Consultado el 31 de marzo de 2022.
- Burr, Ramiro (1 de abril de 1995). «Selena - April 16, 1971 - March 31, 1995». San Antonio Express-News. Consultado el 26 de marzo de 2022.
- Burr, Ramiro (30 de marzo de 2001). «Buzz: 'Selena' reopens as benefit show». San Antonio Express-News. Consultado el 1 de abril de 2022.
- Burr, Ramiro; Shannon, Doug (2003). Enclyopedia Latina. Scholastic Library Publishing. ISBN 0717258157.
- Burr, Ramiro (2004). Selena (2nd edición). Schirmer Reference.
- Bustios, Pamela (16 de diciembre de 2020). «Selena Returns to Latin Pop Albums Chart With 'Selena: The Series Soundtrack'». Billboard. Archivado desde el original el 29 de marzo de 2023. Consultado el 29 de marzo de 2023.
- Cabrera, Rene (24 de julio de 1992). «Selena, Mazz plan concerts here». Corpus Christi Caller-Times. Consultado el 17 de marzo de 2022.
- Cabrera, Rene (26 de febrero de 1993). «Mazz, Navaira Top Tejano Award Nominees». Corpus Christi Caller-Times. Consultado el 27 de marzo de 2022.
- Cabrera, Rene (5 de marzo de 1993). «Selena, David Lee Draw Crowd in Houston». Corpus Christi Caller-Times. Consultado el 29 de marzo de 2023.
- Cabrera, Rene (11 de junio de 1993). «More than 33,000 Attended Alamadone Concert». Corpus Christi Caller-Times. Consultado el 29 de marzo de 2023.
- Cabrera, Rene (31 de marzo de 1996). «Rising Tide of Tejano». Corpus Christi Caller-Times. Consultado el 31 de marzo de 2022.
- Cabrera, Rene (18 de octubre de 1996). «Another Smash Selena CD Due Out». Corpus Christi Caller-Times. Consultado el 31 de marzo de 2022.
- Cabrera, Rene (29 de mayo de 1998). «Double Bill on Saturday in Alice; Selena Still Atop Chart with Boxed Set». Corpus Christi Caller-Times. Consultado el 31 de marzo de 2022.
- Campbell, Elizabeth (29 de junio de 1993). «Selena y Los Dinos Infect Tejano Rodeo with Dance Fever». Fort Worth Star-Telegram. Consultado el 31 de marzo de 2022.
- Chirinos, Fanny S (27 de marzo de 2005). «Selena Fans Flock to City». Corpus Christi Caller-Times. Consultado el 31 de marzo de 2022.
- Clark, Michael D. (10 de enero de 2002). «Best Sounds of 2001». Houston Chronicle. ProQuest 395808572.<
- Cobo, Leila (14 de septiembre de 2002). «Vital Reissues». Billboard 114 (37): 96. Consultado el 25 de marzo de 2022.
- Colloff, Pamela (April 2010). «Dreaming of Her». Texas Monthly 38 (4).
- Corpus, Lorena (1 de abril de 1996). «Por Siempre, Selena». El Norte.
- Crowell, Ed (6 de abril de 1995). «The Legend of Selena is Still in the Making». Austin-American Statesman. Consultado el 31 de marzo de 2022.
- Echevarría Báez, Mariam M. (26 de agosto de 2022). «Nueva vida a la música de Selena». El Vocero. Archivado desde el original el 24 de abril de 2023. Consultado el 24 de abril de 2023.
- Flores, John (3 de abril de 1995). «Mourners Say Singer Was Perfect Role Model». The Monitor. Consultado el 31 de marzo de 2022.
- Flores, Veronica (15 de abril de 1994). «Nothing Lost in Translation Selena Brings Grammy Winning Latin Sound to Town». The Chicago Sun-Times. ProQuest 257998188.
- Garcia, Gus (20 de julio de 1993). «Selena Del Rio-Bound». Del Rio News-Herald. Consultado el 1 de abril de 2022.
- Garcia, Gus (26 de julio de 1993). «Selena, Sunny Wow Crowd». Del Rio Herald-News. Consultado el 31 de marzo de 2022.
- Gray, Anthony (2 de abril de 1995). «Mexico Mourns Loss of La Reyna Tejana». The Brownsville Herald. Consultado el 1 de abril de 2022.
- Gamboa, Suzanne (3 de abril de 1995). «Selena's Death Leaves Void in Hispanic Culture». Austin-American Statesman. Consultado el 31 de marzo de 2022.
- Hernandez, Mary (1 de abril de 1997). «Su Voz 'inunda' Las Transmisiones». El Norte.
- Huston-Crespo, Marysabel E. (31 de marzo de 2022). «¿Cuál es la magia de Selena Quintanilla? El legado de la cantante tejana sigue intacto a más de un cuarto de siglo de su muerte.». CNN en Español.
- Lawrence, Guy H (13 de julio de 1998). «Customizing Lowrider Cars Becoming a Family Affair». Corpus Christi Caller-Times. Consultado el 31 de marzo de 2022.
- Maldonado, Vilma (31 de octubre de 1991). «Selena y Los Dinos Receives Gold Album». The Monitor. Consultado el 31 de marzo de 2022.
- Maldonado, Vilma (31 de marzo de 2000). «Musical Tribute to a Tejano Icon». The Monitor. Consultado el 31 de marzo de 2022.
- Olivas, Rogelio (14 de abril de 2005). «Decade After Selena's Death, Pals Shine in Touching Concert». Tuscan Citizen. Consultado el 31 de marzo de 2022.
- Ovalle, Juan Martin (9 de abril de 2005). «Y El Espiritu de Selena Reino». Fort Worth Star-Telegram. Consultado el 31 de marzo de 2022.
- Patoski, Joe Nick (January 1993). «The Sound of Musica». Texas Monthly 21 (1).
- Patoski, Joe Nick (1996). Selena: Como La Flor. Boston: Little Brown and Company. ISBN 0-316-69378-2.
- Patoski, Joe Nick (24 de marzo de 1996). «Remembering Selena». Austin-American Statesman. Consultado el 31 de marzo de 2022.
- Quintanilla, Selena (2002). Entre a Mi Mundo (Media notes). A.B. Quintanilla (producer), Suzette Quintanilla (spoken liner notes producer). EMI Latin.
- Riemenschneider, Chris (29 de marzo de 1999). «Selena Redux is for Curious, Casual Fans». Austin-American Statesman. Consultado el 31 de marzo de 2022.
- Robles, Henry (December 4, 2020). «Qué Creías». Selena: The Series. Episodio 9. Temporada 1. Netflix. min. 30.
- Rodriguez, Estella (16 de abril de 1995). «Friends Remember Selena». Laredo Morning Times. «Mr. Quintanilla always wanted to hire Bird to be Selena's bodyguard, he says, and the group was always inviting him to tour with them. It was during one of those tours that Bird got involved in the recordings. "We were in the bus, and these guys were fixing this song called 'La Carcacha' -- in the bus! I just started doing a radio rap and bam, A.B. says, 'you're going to do it. I want that in the song.' " Bird recalls.»
- Rosas, Hector. «Llega como plebeya y se va como reina».|obra=El Norte|fecha=2005-03-31}}
- Roiz, Jessica (25 de marzo de 2020). «Selena's Best Life Lessons in Her Lyrics: Staying Humble, Self-Worth & Living Life». Billboard. Consultado el 17 de abril de 2023.
- Roiz, Jessica (24 de junio de 2021). «The 100 Greatest Car Songs of All Time: Staff List». Billboard. Consultado el 17 de abril de 2023.
- Roiz, Jessica (10 de junio de 2019). «Selena Schools Us on a Very Important Life Lesson in This Rare 1992 Video: Watch». Billboard. Consultado el 17 de abril de 2023.
- San-Juan, Rocio (December 1992). «Selena y Los Dinos: La Revelacion del '92». Norteña Musical (23). «Entro fuerte y con el pie derecho cantando su "Carcacha", cancion que le dio el exito definintivo entre el publico Mexicano.»
- Suarez, Carmen (21 de marzo de 1993). «Award Show Honors Tejano Musicians». Abilene Reporter-News. Consultado el 29 de marzo de 2023.
- Vargas, Deborah R. (2012). Dissonant divas in chicana music : the limits of la onda. University of Minnesota Press. ISBN 978-0816673162.
- Villareal, Yvonne (6 de diciembre de 2020). «Christian Serratos Knows She's Not Selena». Stateside Record and Landmark. Consultado el 31 de marzo de 2022.
- Zamora, Fernando (3 de mayo de 1997). «Solo Para Fans». El Norte.

- Datos: Q3310388